# Bert Müller
Bert Müller (* 19. Januar 1963) war Fußballspieler in der DDR-Oberliga, wo er einige Spiele für den 1. FC Magdeburg absolvierte.
Mit acht Jahren wurde Bert Müller in die Kindermannschaft des 1. FC Magdeburg aufgenommen und gehörte als 14-Jähriger zur Fußball-Auswahlmannschaft des Bezirkes Magdeburg. Am 15. Mai 1982 hatte Müller seinen ersten Einsatz in der Oberligamannschaft des FCM. In der Begegnung des 24. Oberligaspieltages 1. FCM – Hallescher FC Chemie (3:0) wurde er in der 61. Minute für den Rechtsaußenstürmer Frank Cebulla eingewechselt. Auf seinen nächsten Oberligaeinsatz musste Müller drei Jahre warten und spielte in dieser Zeit mit der 2. Mannschaft des FCM in der drittklassigen Bezirksliga. In der Saison 1984/85 bestritt er die beiden letzten Punktspiele am 22. Mai und 1. Juni. Beide Male wurde er als Linksaußenstürmer eingesetzt und schoss im Spiel 1. FCM – Hansa Rostock das 1:0 zum späteren 6:0-Sieg. Es war sein einziges Oberligator und das einzige Spiel, das er über 90 Minuten bestritt. Zur Saison 1985/86 wurde der 1,80 m große Müller offiziell als Angriffsspieler für das Oberliga-Aufgebot des FCM nominiert. Als Beruf wurde Zerspaner angegeben. Es kam jedoch nicht mehr zu weiteren Einsätzen in der Oberliga.
Noch während der Spielzeit 1985/86 wechselte Bert Müller zur Betriebssportgemeinschaft Motor im nahegelegenen Schönebeck, wo bereits seine ehemaligen Mannschaftskameraden Guido Krause und Andreas Brinkmann spielten. Bis zum Ende des DDR-Fußballspielbetriebes spielte Müller dort in der zweitklassigen DDR-Liga. Anfangs war er als Stürmer nominiert, ab 1988 wechselte er ins Mittelfeld.